# (250354) Lewicdeparis
(250354) Lewicdeparis est un astéroïde de la ceinture principale.

## Description
(250354) Lewicdeparis est un astéroïde de la ceinture principale. Il fut découvert par Bernard Christophe le 25 septembre 2003 à l'observatoire de Saint-Sulpice. Il présente une orbite caractérisée par un demi-grand axe de 2,33 UA, une excentricité de 0,203 et une inclinaison de 1,17° par rapport à l'écliptique.
Il fut nommé en hommage au WIC (Women International Club) de Paris, association féminine privée.

## Compléments